# Mariana Aydar

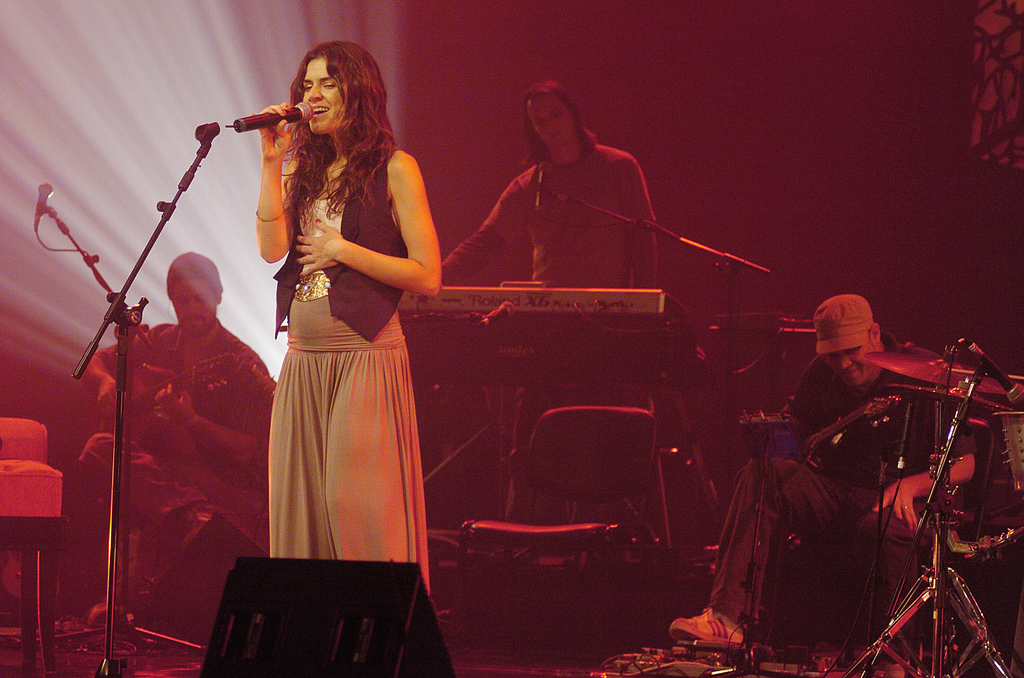
Mariana Aydar, 2007

Mariana Aydar (* 8. Mai 1980 in São Paulo) ist eine brasilianische Sängerin und Songwriterin.

## Leben
Aydar ist die Tochter von Bia Aydar und des Musikers Mário Manga, Mitglied der Musikgruppe Premê. Bereits in ihrer Jugend kam sie mit jungen Musikern in Kontakt, mit denen ihre Mutter als Produzentin arbeitete. Darunter waren Dominguinhos, Lulu Santos und Luiz Gonzaga. Sie begann im Jahr 2000 professionell zu singen und studierte Gesang und Cello in Brasilien sowie am Berklee College of Music in Boston. Für zwei Jahre war sie Teil Band Caruá, mit der sie eine CD aufnahm. Anschließend hielt sie sich ab 2004 für ein Jahr in Paris auf. Hier lernte sie Seu Jorge kennen, der sie einlud, bei seiner Europatournee als Vorsängerin zu arbeiten und die Show zu eröffnen. Im Jahr 2005 kehrte sie nach Brasilien zurück und war an der Aufnahme der CD Brasil, sons e sabores beteiligt. 2006 produzierte sie ihr erstes eigenständiges Album Kavita 1. Sier begann gemeinsam mit bekannten Künstlern aufzutreten, beispielsweise mit Elba Ramalho und Arnaldo Antunes. 2007 wurde sie für die Auszeichnung „Revelation Video Music Brasil“ (MTV Video Music Awards) nominiert und gab ein Konzert im Auditório Ibirapuera. 2008 nahm si an einer Show in der Stadt Salvador teil und 2009 brachte sie das Album Peixes, pássaros, pessoas heraus, für die sie bei dem Lied Beleza mit der Sängerin Mayra Andrade zusammenarbeitete. 2011 erschien ihr Album Cavaleiro selvagem aqui te sigo und sie nahm an dem Festival „Rock in Rio“ teil. 2012 trat sie gemeinsam mit dem Komponisten Marcelo Camelo im Projekt „Novas Vozes do Brasil“ auf und präsentierte eine Show zu dem Album Cavaleiro Selvagem aqui te sigo. Im Jahr 2015, veröffentlichte sie das Album Pedaço Duma Asa.

## Diskografie
Alben
- 2005: Brasil, sons e sabores (beteiligt)
- 2006: Kavita 1
- 2009: Peixes, Pássaros e Pessoa
- 2011: Cavaleiro Selvagem Aqui Te Sigo
- 2015: Pedaço Duma Asa